# Lijst van Stolpersteine in Alphen aan den Rijn

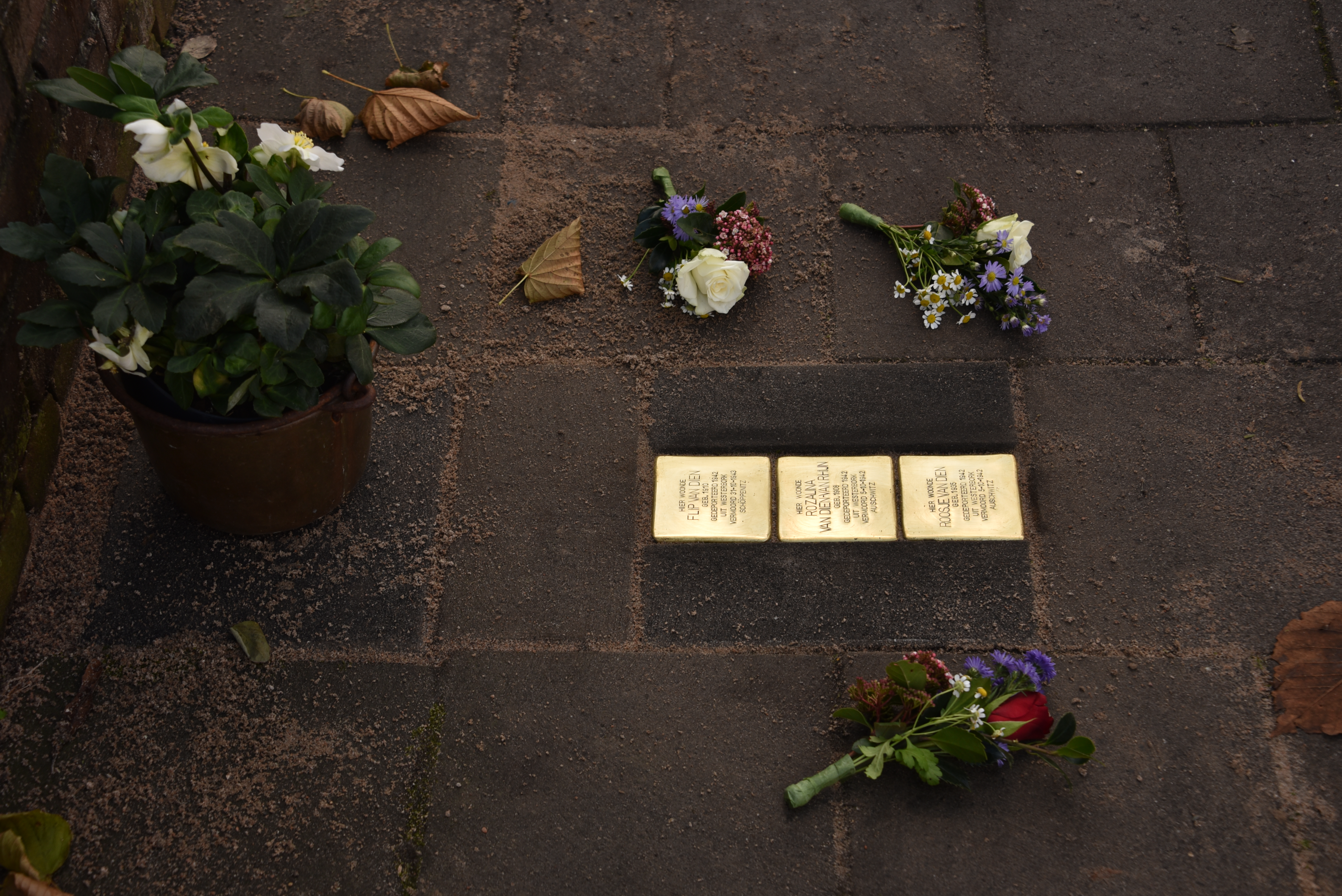
Stolpersteine voor familie van Dien in Alphen aan den Rijn

De Lijst van Stolpersteine in Alphen aan den Rijn geeft een overzicht van de Stolpersteine in Alphen aan den Rijn in de Nederlandse provincie Zuid-Holland die zijn geplaatst in het kader van het Stolpersteine-project van de Duitse beeldhouwer-kunstenaar Gunter Demnig. Omdat het Stolpersteine-project doorloopt, kan deze lijst onvolledig zijn.

## Stolpersteine
Er liggen zestig Stolpersteine in de gemeente Alphen aan den Rijn: een in Aarlanderveen, 56 in  Alphen aan den Rijn en drie in Boskoop. Omdat het Stolpersteine-project doorloopt, kan deze lijst onvolledig zijn.

### Aarlanderveen
| Stolperstein | Inscriptie                                                                                       | Adres                       | Herdachte persoon                             |
| ------------ | ------------------------------------------------------------------------------------------------ | --------------------------- | --------------------------------------------- |
|              | HIER WOONDE DAVID WESSEL GEB. 1874 GEDEPORTEERD 1942 UIT WESTERBORK VERMOORD 5-10-1942 AUSCHWITZ | Stationsweg 2 Aarlanderveen | David Wessel (19 April 1874 – 5 October 1942) |

### Alphen aan den Rijn
| Stolperstein | Inscriptie | Adres                                                      | Herdachte persoon                                                                                             |
| ------------ | --- | ---------------------------------------------------------- | --- |
|              | HIER WOONDE SAMUEL AARDEWERK GEB. 1910 GEDEPORTEERD 1943 UIT WESTERBORK VERMOORD 16-7-1943 SOBIBOR                     | Rijnkade 10 Alphen aan den Rijn                            | Samuel Aardewerk (1910–1943)                                                                                  |
|              | HIER WOONDE BERTHA AARDEWERK VAN DER HOEK GEB. 1909 GEDEPORTEERD 1943 UIT WESTERBORK VERMOORD 16-7-1943 SOBIBOR        | Rijnkade 10 Alphen aan den Rijn                            | Bertha Aardewerk-van der Hoek (1909–1943)                                                                     |
|              | HIER WOONDE DAVID CASSIER GEB. 1901 GEDEPORTEERD 1942 UIT WESTERBORK VERMOORD 30-9-1942 AUSCHWITZ                      | Gouwsluisseweg 107 Alphen aan den Rijn                     | David Cassier (1901–1942)                                                                                     |
|              | HIER WOONDE EMANUËL CASSIER GEB. 1891 GEDEPORTEERD 1942 UIT WESTERBORK VERMOORD 5-10-1942 AUSCHWITZ                    | Vorselenburgstraat 31 Alphen aan den Rijn                  | Isaac Emanuël Cassier (1891–1942)                                                                             |
|              | HIER WOONDE HENDRIKA CASSIER GEB. 1892 GEDEPORTEERD 1942 UIT WESTERBORK VERMOORD 5-10-1942 AUSCHWITZ                   | Vorselenburgstraat 31 Alphen aan den Rijn                  | Hendrika Cassier (1892-1942)                                                                                  |
|              | HIER WOONDE ISAÄC CASSIER GEB. 1933 GEDEPORTEERD 1942 UIT WESTERBORK VERMOORD 19-8-1942 AUSCHWITZ                      | Gouwsluisseweg 107 Alphen aan den Rijn                     | Isaäc Emanuel Cassier (1933-1942)                                                                             |
|              | HIER WOONDE ISRAËL CASSIER GEB. 1934 GEDEPORTEERD 1942 UIT WESTERBORK VERMOORD 19-8-1942 AUSCHWITZ                     | Gouwsluisseweg 107 Alphen aan den Rijn                     | Israël Cassier (1934-1942)                                                                                    |
|              | HIER WOONDE ELISABETH CASSIER-DE LEEUW GEB. 1862 GEDEPORTEERD 1942 UIT WESTERBORK VERMOORD 5-10-1942 AUSCHWITZ         | Vorselenburgstraat 31 Alphen aan den Rijn                  | Elisabeth Cassier-de Leeuw (1862-1942)                                                                        |
|              | HIER WOONDE MIETJE CASSIER-WATERMAN GEB. 1908 GEDEPORTEERD 1942 UIT WESTERBORK VERMOORD 19-8-1942 AUSCHWITZ            | Gouwsluisseweg 107 Alphen aan den Rijn                     | Mietje Cassier-Waterman (1908-1942)                                                                           |
|              | HIER WOONDE SIEGMUND COHEN GEB. 1874 GEDEPORTEERD 1943 UIT WESTERBORK VERMOORD 7-5-1943 SOBIBOR                        | Javastraat 4 (Van Boetzelaerstraat 31) Alphen aan den Rijn | Siegmund Cohen (1874–1943)                                                                                    |
|              | HIER WOONDE OLGA COHEN-GOUDBERG GEB. 1885 GEDEPORTEERD 1943 UIT WESTERBORK VERMOORD 7-5-1943 SOBIBOR                   | Javastraat 4 (Van Boetzelaerstraat 31) Alphen aan den Rijn | Olga Cohen-Goudberg (1885–1943)                                                                               |
|              | HIER WOONDE DAVID VAN DIEN GEB. 1882 GEDEPORTEERD 1942 UIT WESTERBORK VERMOORD 15-12-1942 AUSCHWITZ                    | Stationsstraat 13 Alphen aan den Rijn                      | David van Dien (1882-1942)                                                                                    |
|              | HIER WOONDE ISAÄC VAN DIEN GEB. 1940 GEDEPORTEERD 1942 UIT WESTERBORK VERMOORD 5-10-1942 AUSCHWITZ                     | Van Mandersloostraat 98 Alphen aan den Rijn                | Isaäc van Dien (31 oktober 1940 - 5 oktober 1942)                                                             |
|              | HIER WOONDE JUDITH VAN DIEN GEB. 1909 GEDEPORTEERD 1943 UIT WESTERBORK VERMOORD 21-5-1943 AUSCHWITZ                    | Stationsstraat 13 Alphen aan den Rijn                      | Judith van Dien (1909-1943)                                                                                   |
|              | HIER WOONDE LOUIS VAN DIEN GEB. 1885 GEDEPORTEERD 1942 UIT WESTERBORK VERMOORD 26-10-1942 AUSCHWITZ                    | Stationsstraat 3 Alphen aan den Rijn                       | Louis Nathan van Dien (1885-1942)                                                                             |
|              | HIER WOONDE NIEK VAN DIEN GEB. 1912 GEDEPORTEERD 1942 UIT WESTERBORK VERMOORD 1-11-1943 SCHÖPPENITZ                    | Van Mandersloostraat 98 Alphen aan den Rijn                | Nathan van Dien (25 december 1912 - 1 november 1943), ook Niek                                                |
|              | HIER WOONDE FLIP VAN DIEN GEB. 1910 GEDEPORTEERD 1942 UIT WESTERBORK VERMOORD 31-10-1943 SCHÖPPENITZ                   | Zaalbergstraat 15a Alphen aan den Rijn                     | Philippus Nathan van Dien (1910-1943), ook Flip                                                               |
|              | HIER WOONDE ROOSJE VAN DIEN GEB. 1935 GEDEPORTEERD 1942 UIT WESTERBORK VERMOORD 5-10-1942 AUSCHWITZ                    | Zaalbergstraat 15a Alphen aan den Rijn                     | Roosje Eva van Dien (1935-1942)                                                                               |
|              | HIER WOONDE SARA VAN DIEN GEB. 1938 GEDEPORTEERD 1942 UIT WESTERBORK VERMOORD 5-10-1942 AUSCHWITZ                      | Van Mandersloostraat 98 Alphen aan den Rijn                | Sara van Dien (2 juli 1938 - 5 oktober 1942)                                                                  |
|              | HIER WOONDE JUDIK VAN DIEN-GOUDSMIT GEB. 1861 GEÏNTERNEERD 1-10-1942 VERMOORD 1-12-1942 WESTERBORK                     | Stationsstraat 13 Alphen aan den Rijn                      | Judik Levie van Dien-Goudsmit (1861-1942)                                                                     |
|              | HIER WOONDE ROOSJE VAN DIEN- KROON GEB. 1914 GEDEPORTEERD 1942 UIT WESTERBORK VERMOORD 5-10-1942 AUSCHWITZ             | Van Mandersloostraat 98 Alphen aan den Rijn                | Roosje van Dien-Kroon (22 april 1914 - 5 oktober 1942)                                                        |
|              | HIER WOONDE ROZALINA VAN DIEN-VAN RHIJN GEB. 1908 GEDEPORTEERD 1942 UIT WESTERBORK VERMOORD 5-10-1942 AUSCHWITZ        | Zaalbergstraat 15a Alphen aan den Rijn                     | Rozalina van Dien-van Rhijn (1908-1942)                                                                       |
|              | HIER WOONDE SARA VAN DIEN-WALG GEB. 1886 GEDEPORTEERD 1942 UIT WESTERBORK VERMOORD 5-10-1942 AUSCHWITZ                 | Stationsstraat 3 Alphen aan den Rijn                       | Sara van Dien-Walg (1886-1942)                                                                                |
|              | HIER WOONDE ROOSJE VAN DIEN-DE WINTER GEB. 1887 GEDEPORTEERD 1942 VERMOORD 15-12-1942 AUSCHWITZ                        | Stationsstraat 13 Alphen aan den Rijn                      | Roosje van Dien-de Winter (1887-1942)                                                                         |
|              | HIER WOONDE WOLFGANG DINKELSPIEL GEB. 1897 GEDEPORTEERD 1943 UIT VUGHT VERMOORD 11-6-1943 SOBIBOR                      | Emmalaan 14 Alphen aan den Rijn                            | Wolfgang Luitpold Dinkelspiel (1897-1943)                                                                     |
|              | HIER WOONDE FRIEDERIKE DINKELSPIEL-WALDECK GEB. 1913 GEDEPORTEERD 1943 UIT VUGHT VERMOORD 11-6-1943 SOBIBOR            | Emmalaan 14 Alphen aan den Rijn                            | Friederike Ruth Dinkelspiel-Waldeck (1913-1943)                                                               |
|              | HIER WOONDE ABRAHAM ENGELSMAN GEB. 1896 GEDEPORTEERD 1943 UIT WESTERBORK VERMOORD 31-3-1944 AUSCHWITZ                  | Prins Hendrikstraat 157 Alphen aan den Rijn                | Abraham Jacob Engelsman (7 mei 1896 - 31 maart 1944)                                                          |
|              | HIER WOONDE ESTER ENGELSMAN-KOHN GEB. 1889 GEDEPORTEERD 1943 UIT WESTERBORK VERMOORD 10-9-1943 AUSCHWITZ               | Prins Hendrikstraat 157 Alphen aan den Rijn                | Ester Engelsman-Kohn (7 oktober 1889 - 10 september 1943)                                                     |
|              | HIER WOONDE HENRIËTTE FREUND-SPIEGEL GEB. 1863 GEDEPORTEERD 1942 UIT WESTERBORK VERMOORD 5-10-1942 AUSCHWITZ           | Bloemhofstraat 14 Alphen aan den Rijn                      | Henriette Freund-Spiegel (1863-1942)                                                                          |
|              | HIER WOONDE MAURITS HIJMANS GEB. 1927 GEDEPORTEERD 1942 UIT WESTERBORK VERMOORD 5-10-1942 AUSCHWITZ                    | Bloemhofstraat 14 Alphen aan den Rijn                      | Maurits Siegfried Hijmans (1927-1942)                                                                         |
|              | HIER WOONDE AALTJE HIJMANS-DE LEEUW GEB. 1890 GEDEPORTEERD 1942 UIT WESTERBORK VERMOORD 5-10-1942 AUSCHWITZ            | Bloemhofstraat 14 Alphen aan den Rijn                      | Aaltje Hijmans-de Leeuw (1890-1942)                                                                           |
|              | HIER WOONDE LEOPOLD HONIG GEB. 1873 GEDEPORTEERD 1942 UIT WESTERBORK VERMOORD 5-10-1942 AUSCHWITZ                      | Hazeveld 28 Alphen aan den Rijn                            | Leopold Honig (1873–1942) In Berlijn-Charlottenburg er is een tweede Stolperstein voor Leopold Honig.         |
|              | HIER WOONDE PAULA HONIG-BUTTERMILCH GEB. 1887 GEDEPORTEERD 1942 UIT WESTERBORK VERMOORD 5-10-1942 AUSCHWITZ            | Hazeveld 28 Alphen aan den Rijn                            | Paula Honig-Buttermilch (1887–1942) In Berlijn-Charlottenburg er is een tweede Stolperstein voor Paula Honig. |
|              | HIER WOONDE ALEXANDER LADENDORFF GEB. 1874 GEDEPORTEERD 1942 UIT WESTERBORK VERMOORD 5-10-1942 AUSCHWITZ               | Prins Bernhardlaan 15 Alphen aan den Rijn                  | Alexander Ladendorff (1874-1942)                                                                              |
|              | HIER WOONDE MARGARETHA LADENDORFF- WOLFFHEIM GEB. 1882 GEDEPORTEERD 1942 UIT WESTERBORK VERMOORD 5-10-1942 AUSCHWITZ   | Prins Bernhardlaan 15 Alphen aan den Rijn                  | Margaretha Ladendorff-Wolffheim (1882-1942)                                                                   |
|              | HIER WOONDE ABRAHAM DE LEEUW GEB. 1860 GEDEPORTEERD 1942 UIT WESTERBORK VERMOORD 5-10-1942 AUSCHWITZ                   | Gouwsluisseweg (bij de molen) Alphen aan den Rijn          | Abraham de Leeuw (1860–1942)                                                                                  |
|              | HIER WOONDE HARTOG DE LEEUW GEB. 1906 GEDEPORTEERD 1942 UIT WESTERBORK VERMOORD 30-9-1942 AUSCHWITZ                    | Gouwsluisseweg (bij de molen) Alphen aan den Rijn          | Hartog Abraham de Leeuw (1906–1942)                                                                           |
|              | IN ALPHEN AAN DEN RIJN WOONDE JOSEPH DE LEEUW GEB. 1886 GEDEPORTEERD 1942 UIT WESTERBORK VERMOORD 5-10-1942 AUSCHWITZ  | Stadhuisplein 1 Alphen aan den Rijn                        | Joseph de Leeuw (1886–1942)                                                                                   |
|              | HIER WOONDE KLAZINA DE LEEUW GEB. 1888 GEDEPORTEERD 1942 UIT WESTERBORK VERMOORD 5-10-1942 AUSCHWITZ                   | Rijnkade 5 Alphen aan den Rijn                             | Klazina de Leeuw (1888-1942)                                                                                  |
|              | HIER WOONDE RIKA DE LEEUW GEB. 1910 GEDEPORTEERD 1942 UIT WESTERBORK VERMOORD 30-9-1942 AUSCHWITZ                      | Gouwsluisseweg (bij de molen) Alphen aan den Rijn          | Hendrika de Leeuw, ook Rika (1910–1942)                                                                       |
|              | HIER WOONDE JUDIK DE LEEUW- VAN BAARZEL GEB. 1878 GEDEPORTEERD 1942 UIT WESTERBORK VERMOORD 5-10-1942 AUSCHWITZ        | Gouwsluisseweg (bij de molen) Alphen aan den Rijn          | Judik de Leeuw-van Baarzel (1878–1942)                                                                        |
|              | HIER WOONDE DORA MARCUS-WEINGARTEN GEB. 1874 GEDEPORTEERD 1942 UIT WESTERBORK VERMOORD 5-10-1942 AUSCHWITZ             | Javastraat 4 (Van Boetzelaerstraat 31) Alphen aan den Rijn | Dora Marcus-Weingarten (1874–1942)                                                                            |
|              | IN ALPHEN AAN DEN RIJN WOONDE MATHILDE NEUWAHL GEB. 1874 GEDEPORTEERD 1942 UIT WESTERBORK VERMOORD 5-10-1942 AUSCHWITZ | Stadhuisplein 1 Alphen aan den Rijn                        | Mathilde Neuwahl-Mosheim (1874–1942)                                                                          |
|              | HIER WOONDE IDA PLATZ-HEIMBACH GEB. 1858 GEÏNTERNEERD 1943 VERMOORD 20-4-1943 WESTERBORK                               | Gouwsluisseweg 76 Alphen aan den Rijn                      | Ida Platz-Heimbach (1858–1943)                                                                                |
|              | HIER WOONDE EMANUEL VAN RHIJN GEB. 1905 GEDEPORTEERD 1942 UIT WESTERBORK VERMOORD 30-6-1943 SCHÖPPENITZ                | Hooftstraat 73 Alphen aan den Rijn                         | Emanuel van Rhijn (1905-1943)                                                                                 |
|              | HIER WOONDE EVA VAN RHIJN GEB. 1937 GEDEPORTEERD 1942 UIT WESTERBORK VERMOORD 5-10-1942 AUSCHWITZ                      | Hooftstraat 73 Alphen aan den Rijn                         | Eva Roosje van Rhijn (1937-1942)                                                                              |
|              | HIER WOONDE JANSJE VAN RHIJN-VAN DIEN GEB. 1913 GEDEPORTEERD 1942 UIT WESTERBORK VERMOORD 5-10-1942 AUSCHWITZ          | Hooftstraat 73 Alphen aan den Rijn                         | Jansje van Rhijn-van Dien (1913-1942)                                                                         |
|              | HIER WOONDE HERSZ ROSENBLATT GEB. 1877 GEDEPORTEERD 1942 UIT WESTERBORK VERMOORD 5-10-1942 AUSCHWITZ                   | Stadhuisplein 1 Alphen aan den Rijn                        | Hersz Rosenblatt (1877–1942)                                                                                  |
|              | HIER WOONDE FRAJDJA ROSENBLATT- SCHWARTZBRART GEB. 1875 GEDEPORTEERD 1942 UIT WESTERBORK VERMOORD 5-10-1942 AUSCHWITZ  | Stadhuisplein 1 Alphen aan den Rijn                        | Frajdja Rosenblatt-Schwartzbrart (1875–1942)                                                                  |
|              | IN ALPHEN AAN DEN RIJN WOONDE JENNY THURIN GEB. 1895 GEDEPORTEERD 1943 UIT WESTERBORK VERMOORD 11-6-1943 SOBIBOR       | Stadhuisplein 1 Alphen aan den Rijn                        | Jenny Thurin (1895–1943)                                                                                      |
|              | HIER WOONDE SIEGFRIED WEINBERG GEB. 1906 GEDEPORTEERD 1944 UIT WESTERBORK OVERLEDEN 7-5-1945 TRÖBITZ                   | Javastraat 4 (Van Boetzelaerstraat 31) Alphen aan den Rijn | Siegfried Weinberg (1906–1945)                                                                                |
|              | HIER WOONDE EMMA WOLFSTEIN-PLATZ GEB. 1888 GEDEPORTEERD 1943 UIT WESTERBORK VERMOORD 21-10-1944 AUSCHWITZ              | Gouwsluisseweg 76 Alphen aan den Rijn                      | Emma Wolfstein-Platz (1888–1944)                                                                              |
|              | HIER WOONDE PAUL WOLFSTEIN GEB. 1882 GEDEPORTEERD 1943 UIT WESTERBORK VERMOORD 21-10-1944 AUSCHWITZ                    | Gouwsluisseweg 76 Alphen aan den Rijn                      | Paul Wolfstein (1882–1944)                                                                                    |

### Boskoop
| Stolperstein | Inscriptie | Adres                                | Herdachte persoon                                                                                            |
| ------------ | --- | ------------------------------------ | --- |
|              | HIER WOONDE MARIANNE ALIDA HAMBURGER GEB. 1924 GEDEPORTEERD 1944 UIT WESTERBORK OVERLEDEN 31-1-1945 AUSCHWITZ | Burgemeester Colijnstraat 60 Boskoop | Marianne Alida Hamburger (1924–1945)                                                                         |
|              | HIER WOONDE FRITS HILLEL VAN HERTZFELD GEB. 1916 GEDEPORTEERD 1942 VERMOORD 18-6-1942 NEUENGAMME              | Rozenlaan 23 Boskoop                 | Frits Hillel van Hertzfeld (1916–1942) Frits had één broer, die op 30 april 1943 in Auschwitz vermoord werd. |
|              | HIER WOONDE DAVID DE MIRANDA GEB. 1895 GEDEPORTEERD 1942 UIT WESTERBORK VERMOORD 14-12-1942 AUSCHWITZ         | Reijerskoop 89 Boskoop               | David de Miranda (1895–1942)                                                                                 |

## Data van plaatsingen

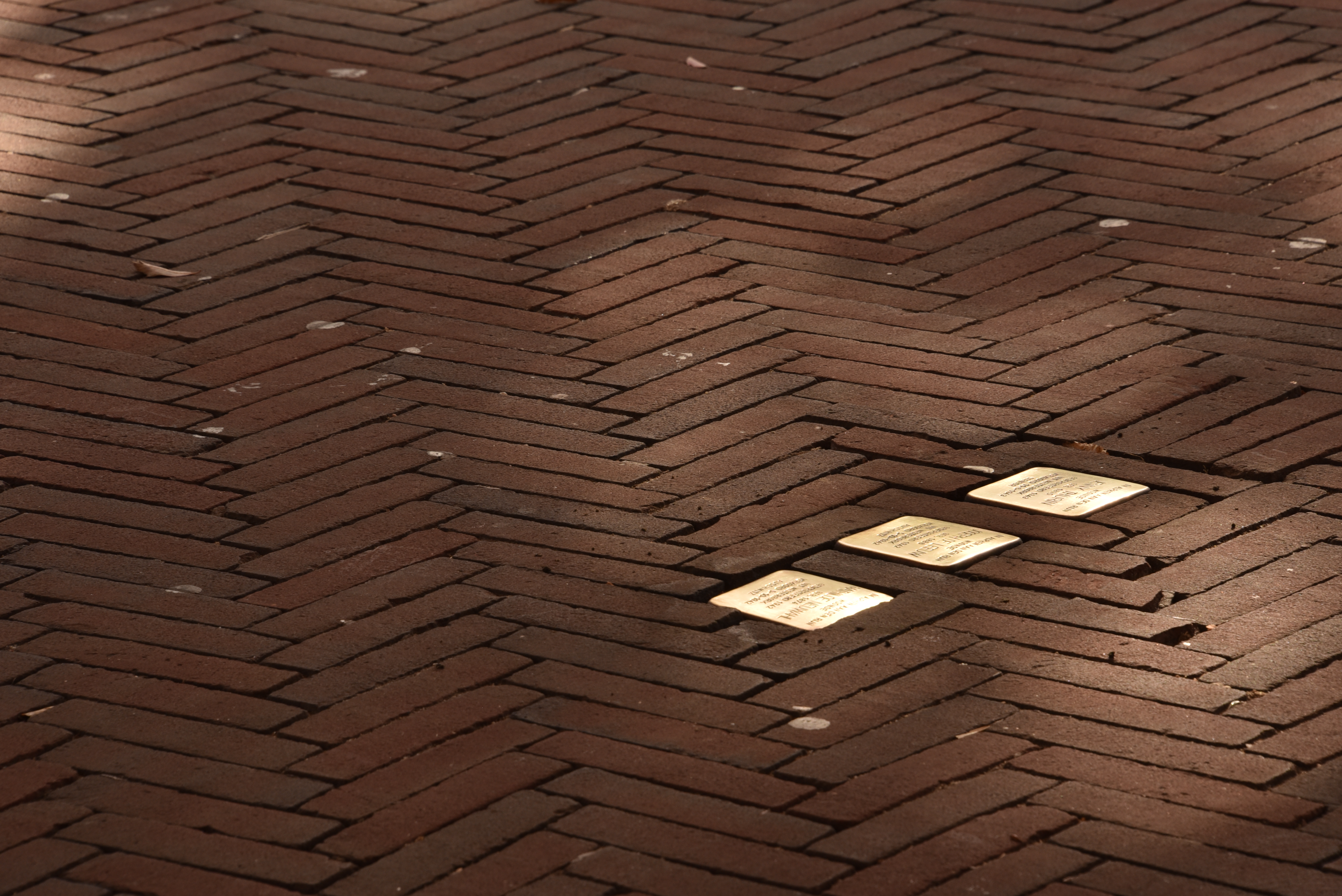
Stolpersteine in Alphen aan den Rijn

- 15 november 2020: Alphen aan den Rijn (Stadhuisoplein 1)
- 30 oktober 2021: Boskoop (Burgemeester Colijnstraat 60, Reijerskoop 89, Rozenlaan 23)
- 10 december 2021: Alphen aan den Rijn (Prins Hendrikstraat 157, Van Mandersloostraat 98)[67]
- 22 april 2022: Alphen aan den Rijn (Gouwsluisseweg 107, Hazeveld 28, Rijnkade 10, Vorselenburgstraat 31)
- 20 mei 2022: Aarlanderveen, Alphen aan den Rijn (Stationsweg 2)
- 30 september 2022: Alphen aan den Rijn (Bloemhofstraat 14, Hooftstraat 73, Rijnkade 5, Stationsstraat 3 en 13, Zaalbergstraat 15a)[1]